# Jonas Glüsenkamp

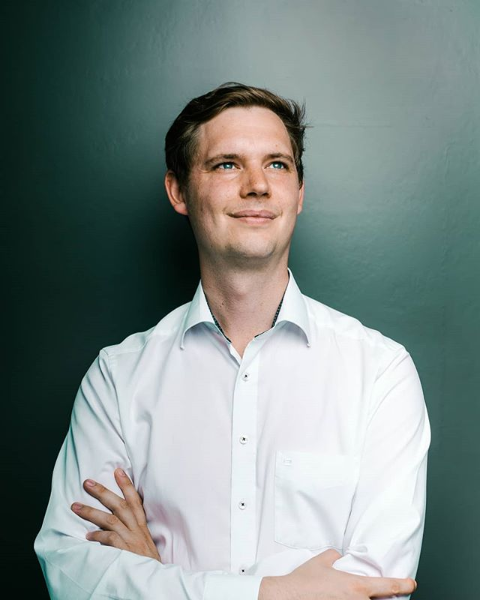
Jonas Glüsenkamp, 2020

Jonas Glüsenkamp (* 24. Januar 1988 in Osnabrück) ist ein deutscher Volkswirt und Kommunalpolitiker (Bündnis 90/Die Grünen). Er ist seit dem 6. Mai 2020 zweiter Bürgermeister und somit Stellvertreter des Oberbürgermeisters der kreisfreien Stadt Bamberg in Oberfranken.

## Lebenslauf
Jonas Glüsenkamp wurde 1988 in Osnabrück geboren. Er absolvierte sein Abitur an einem Gymnasium, das vom Bistum Osnabrück getragen wird. Nach dem Zivildienst kam Glüsenkamp 2008 zum Studium der Volkswirtschaftslehre nach Bamberg. 2015 schloss er sein Studium als Volkswirt M.Sc. ab. Von 2016 bis 2018 arbeitete Glüsenkamp in der Landkreisentwicklung im Landratsamt Coburg im Themenfeld Kommunalfinanzen und anschließend bis zu seiner Wahl zum zweiten Bürgermeister für das privatwirtschaftliche Umweltunternehmen Naturstrom AG in Eggolsheim im Landkreis Forchheim.

## Politische Laufbahn
Bereits früh engagierte sich Glüsenkamp in der kirchlichen Jugendarbeit und bei verschiedenen Umweltinitiativen. Im Alter von 18 Jahren wurde er als Ratsherr in den Gemeinderat seines Heimatortes Belm im Landkreis Osnabrück gewählt. Danach folgte in Bamberg das Engagement für mehrere Initiativen. Darunter das To-Go-Pfandsystem „Bambecher“ sowie die Bürgerinitiativen „Hauptsmoorwald“ und „Radentscheid“. Für die Kommunalwahl 2020 nominierte ihn Grünes Bamberg als Oberbürgermeisterkandidaten. Bei der Stadtratswahl erhielt er unter allen Kandidaten mit 20.803 Stimmen das beste Einzelstimmenergebnis. In der ersten Runde der Oberbürgermeisterwahl erreichte er mit 24,6 % die Stichwahl, scheiterte dort jedoch am 29. März 2020 mit 40,7 % gegen den Amtsinhaber Andreas Starke (SPD). Beide Ergebnisse stellen das beste Ergebnis für einen grünen Kandidaten in Bamberg überhaupt dar. Am 6. Mai 2020 wählte der Bamberger Stadtrat Glüsenkamp mit 33 von 39 gültigen Stimmen zum zweiten Bürgermeister der Stadt Bamberg. Sein Vorgänger war Christian Lange (CSU).

## Privates
Glüsenkamp ist mit einer gebürtigen Bambergerin verheiratet und hat zwei Kinder.